# 电气电子工程师学会

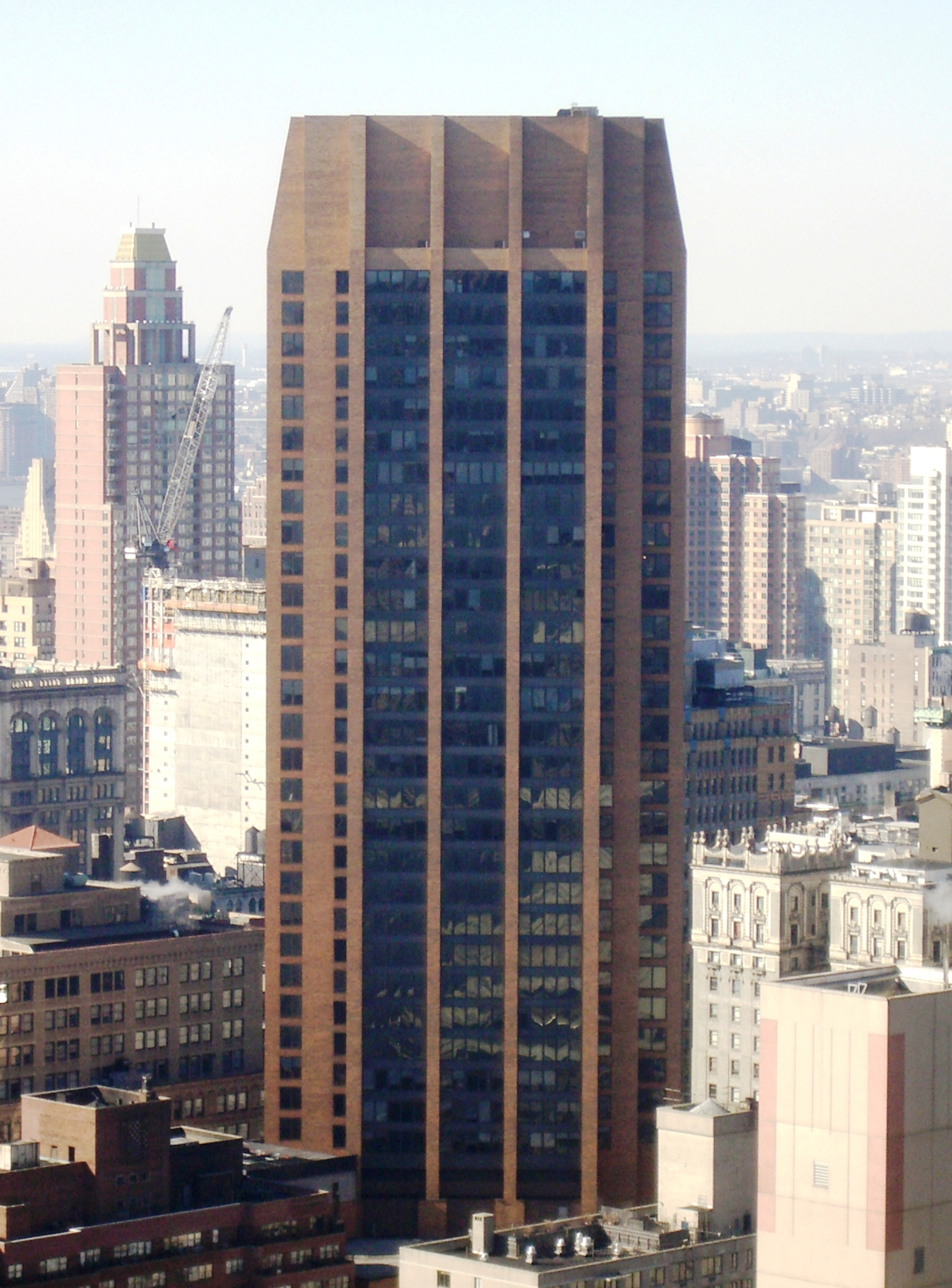
电气电子工程师学会总部在纽约公園大道3號（3 Park Avenue）的第17层。

電機電子工程師學會（英語：Institute of Electrical and Electronics Engineers，簡稱為IEEE，英文读作[ai trɪpl i:]）是一个建立於1963年1月1日的国际性电子技术与电子工程师协会，亦是世界上最大的专业技术组织之一，擁有來自175個國家的42萬會員。
除設立於美國紐約市的總部以外，亦在全球150多個國家擁有分會，並且還有35個專業學會及2個聯合會。其每年均會發表多種雜誌、學報、書籍，亦舉辦至少300次的專業會議。
目前IEEE在工業界所定義的標準有著極大的影響。

## 概述
IEEE定位在「科学和教育，并直接面向电子电气工程、通讯、计算机工程、计算机科学理论和原理研究的组织，以及相关工程分支的艺术和科学」。为了实现这一目标，IEEE承担着多个科学期刊和会议组织者的角色。它也是一个广泛的工业标准开发者，主要领域包括电能、能源、生物技术和保健、信息技术、信息安全、通讯、消费电子、运输、航天技术和纳米技术。在教育领域IEEE积极发展和参与，例如在高等院校推行电子工程课程的学校授权体制。
IEEE制定了全世界电子和电气还有计算机科学领域30%的文献，另外它还制定了超过900个现行工业标准。每年它还发起或者合作举办超过300次国际技术会议。IEEE由37个协会组成，还组织了相关的专门技术领域，每年本地组织有规律的召开超过300次会议。IEEE出版广泛的同级评审期刊，是主要的国际标准机构（900现行标准，700研发中标准）。
IEEE大多数成员是电子工程师，计算机工程师和计算机科学家，不过因为组织广泛的兴趣也吸引了其它学科的工程师（例如：机械工程、土木工程、生物、物理和数学）。
IEEE坐落于美国纽约州，1963年由無線電工程師協會（IRE，创立于1912年）和美国电气工程师协会（AIEE，创建于1884年）合并而成，它有一个区域和技术互为补充的组织结构，以地理位置或者技术中心作为组织单位（例如IEEE 费城分会和IEEE计算机协会）。它管理着推荐规则和执行计划的分散组织（例如IEEE-USA明确服务于美国的成员、专业人士和公众）。

## 著名主席和當時的名稱
- 伊莱修·汤姆森（AIEE, 1889年-1890年）
- 电话发明者亚历山大·贝尔（AIEE, 1891年-1892年）
- Charles Proteus Steinmetz（AIEE, 1901年-1902年）
- 歐文·朗繆爾（IRE, 1923年）
- 李·德富雷斯特（IRE, 1930年）
- 「矽谷之父」弗雷德里克·特曼（IRE, 1941年）
- 惠普创始人威廉·休利特（IRE, 1954年）
- Ernst Weber（IRE, 1959年; IEEE, 1963年）
- Ivan Getting（IEEE, 1978年）

## 历史
AIEE著重的主要是有线通讯（电报和电话），照明和电力系统。IRE关心的大多是无线电工程，它由2个更小的组织组成，无线和电报工程师协会和无线电协会。随着1930年代电子学的兴起，电气工程大抵上也成了IRE的成员，但是电子管技术的应用变得如此广泛以至于IRE和AIEE领域边界变得越来越模糊。二战以后，两个组织竞争日益加剧，1961年两个组织的领导人果断决定将二者合并，终于1963年1月1日合并成立IEEE。
2012年，哥本哈根大學助教Radu Dragusin發現IEEE的網站將網站日誌檔案及緩衝檔案的資料夾設為公開FTP，導致99979名會員的帳號密碼及其活動記錄外洩，約為全體會員數目41.1萬的24%。

## 著名委员会和格式
- IEEE 754──浮点算法规范
- IEEE 802──局域网及城域网
- IEEE 802.11──无线网络
- IEEE 802.16──無線寛頻網路
- IEEE 829──软件测试文书
- IEEE 896──未来总线Futurebus
- IEEE 1003──POSIX
- IEEE 1076──VHDL（VHSIC硬件描述语言）
- IEEE 1149.1──JTAG
- IEEE 1275──Open Firmware
- IEEE 1284──
- IEEE P1363──公钥密码
- IEEE 1364——Verilog硬件描述语言
- IEEE 1394──串行总线「火线」
- IEEE 1619──存储安全
- IEEE 1901──電力線通信
- IEEE 12207──軟件生命週期過程（IT）

## 常见标准
- IEEE 802.1──高级接口High Level Interface(Internetworking)
  - IEEE 802.1d──生成树协议
  - IEEE 802.1p──General Registration Protocol
  - IEEE 802.1q──虚拟局域网
    - IEEE 802.1ad──虛擬區域網路堆疊（Vlan Stackiing；QinQ）

  - IEEE 802.1x──基于端口的访问控制（Port Based Network Access Control）
- IEEE 802.2──逻辑链路控制
- IEEE 802.3──带冲突检测的载波侦听多路访问协议CSMA/CD（半雙工乙太網）
  - IEEE 802.3u──快速乙太網
  - IEEE 802.3z──千兆乙太網
  - IEEE 802.3ae──万兆乙太網
- IEEE 802.4──令牌通行总线
- IEEE 802.5──令牌通行环（Token-Passing Ring）
- IEEE 802.6──城域网
- IEEE 802.7──宽带局域网（Brandband LAN）
- IEEE 802.8──光纤局域网
- IEEE 802.9──集成数据和语音网络
  - IEEE 802.9a──IsoENET（proposed）
- IEEE 802.10──网络安全（Network Security）
- IEEE 802.11──無線區域網路
- IEEE 802.12──100VG-AnyLAN（Voice Grade - Sprache geeignet）
- IEEE 802.14──有线电视
- IEEE 802.15──無線個人區域網路
- IEEE 802.16──無線寛頻網路
- IEEE 802.17──弹性分组环（Resilient Packet Ring）
- IEEE 1789──使用PWM方法調節照明及顯示器亮度時、避免造成健康風險的標準。

## 所設獎項
- IEEE榮譽獎章
- IEEE愛迪生獎章
- IEEE西澤潤一獎
- IEEE理察·衛斯里·漢明獎章
- IEEE约翰·冯·诺依曼奖
- 貝爾獎

## 争议
2019年5月29日，网络上曝光的邮件显示，由于美国政府将华为列入“实体清单”，IEEE向旗下刊物的主编提出这样的要求：禁止来自华为的同僚担任审稿人或编辑。 IEEE随后在其中文官网上发表中英文声明，承认发布禁令。
此事在学术圈引起轩然大波，接连有北大、清华的两名学者宣布退出IEEE编委。中国计算机学会发表声明，暂时中止与IEEE旗下通信学会ComSoc的交流与合作，不建议CCF会员向任何ComSoc主办的会议和刊物投稿，建议CCF会员不参加ComSoc主办的刊物和会议的审稿和其他学术评价活动。有评论认为这代表全球最大技术学术机构向政治弯腰，IEEE是在滥用它作为平台的先发优势，透支自己的国际信誉。早前IEEE就曾因禁运的原因，禁止伊朗学者担任会议的大会主席或者财务官；还曾禁止古巴、伊朗、利比亚和苏丹学者向IEEE任何出版物发表文章。6月2日，中国科协所属十大学会发表声明，指出
“敦促IEEE清醒认识事件对全球科学共同体所造成的危害”。
数天后，2019年6月3日，IEEE官网发布中英文声明，确认解除对华为的禁令。

## 参見
- IEEE计算机协会
- IEEE微波理论和技术协会
- 电气工程师协会，IEE - 在英国的类似IEEE的组织
- 國際工程技術學會（Institution of Engineering and Technology，IET） - 在英国的类似IEEE的组织
- 工程倫理